# William Owens
William Owens (Gary (Indiana), 22 januari 1963) is een Afro-Amerikaans componist, muziekpedagoog, dirigent en saxofonist.

## Levensloop
Owens studeerde aan het VanderCook College of Music in Chicago en behaalde aldaar in 1985 zijn Bachelor of Music. Hij werd docent en instructeur voor instrumentale muziek aan de openbare scholen in de Everman (Texas) Independent School District alsook aan de "Music Education Center of America" van zijn Alma Mater, de VanderCook College of Music. Hij is ook werkzaam als docent en dirigent bij cursussen en clinics binnen de Verenigde Staten en Canada.
Als saxofonist speelt hij in diverse orkesten en ensembles in de regio Dallas/Fort Worth.
Als freelance componist werkt hij vanaf 1993 en schreef sindsdien meer dan honderd werken, meestal compositie-opdrachten, voor harmonieorkest, strijkorkest of kamermuziek. Zijn werken werden onder andere uitgevoerd tijdens het jaarlijkse Midwest Band- and Orchestra Clinic in Chicago en de Conferenties van de "California Band Directors Association", de "Florida Bandmasters Association" en de "Iowa Bandmasters Association". Als componist ontving hij verschillende prijzen en onderscheidingen zoals de "Forrest L. Buchtel Citation for Excellence in Band Composition" en de "ASCAPlus award" van de American Society of Composers, Authors and Publishers. 
Hij is lid van de "Texas Music Educators Association" (TMEA), de "Association of Texas Small School Bands" (ATSSB), het "American Composers Forum" (ACF) en de American Society of Composers, Authors and Publishers (ASCAP).

## Composities

### Werken voor strijkorkest
- 2009 Bran Castle
- 2009 Holiday on the Housetop
- 2009 Merry Go Round
- 2010 Haymaker Hoedown
- Integrity March
- Jolly Jingle Holiday
- Phantom Train

### Werken voor harmonieorkest
- 1996 Plains West, concertmars
- 1998 Fanfare and Chorale
- 1998 Hildebrandt Legend
  1. Cielito Lindo
  2. Las Mañanitas
  3. Chiapanecas
- 1998 The Southern Dawn
- 1999 The Dark Fortress
- 1999 Westmorland Celebration
- 2000 On the Grand Mesa
- 2000 The Pride of the Lions, mars
- 2001 And My Spirit Lives On
- 2001 Lake George Overture
- 2001 Wedgwood March
- 2002 Blue Sky, mars
- 2002 Dunndiddy
- 2002 Overture: Americana
- 2002 The Lonely Lotus
- 2002 Wings of Justice, mars
- 2003 Air Force One
- 2003 El Conquistador
- 2003 Hymn and Hallelujah
- 2003 In Joyful Celebration
- 2003 Jolly Jingle Holiday
- 2003 Maesong
- 2003 River Park Holiday
- 2003 The Legend of Shady Lane Manor
- 2003 The Tahoka Galop
- 2004 Country Day Dances
  1. Morning Waltz
  2. Pastorale
  3. Hoedown
- 2004 Courtlandt County Festival
- 2004 Ponderosa
- 2004 Premiere Overture
- 2004 Rockin' to the Rhymes
- 2004 Spirit of the Fleet, mars
- 2004 The Millennium Jubilee
- 2004 The Spirit of St. Nick

- 2004 Three Scottish Vistas
  1. This Proud People
  2. The South of Skye
  3. Glasgow, the West End
- 2005 At A Turkish Market
- 2005 Cops and Robbers
- 2005 Of Gentle Spirit
- 2005 Pride of America March
- 2005 Samba La Bamba
- 2006 Affirmation
- 2006 Anthem for a Centennial
- 2006 Exaltations!
- 2006 Jupiter from "The Planets"
- 2006 Kamehameha (The Great Warrior)
- 2006 Rock Springs Saga
- 2006 Santa on the Houstop
- 2006 With Pride and Dignity
- 2007 Carpathia
- 2007 "Cruisin'"
- 2007 Dakota!, ouverture
- 2007 Parade of the Gladiators
- 2007 Synergy March
- 2007 The "3-D" Galop
- 2007 Windermere
- 2008 Dances Americanesque
  1. Promenade
  2. Waltz
  3. Galop
- 2008 Excelsior!, mars
- 2008 In Autumn
- 2008 Jubilations!
- 2008 Krakatoa (Mountain of Fire)
- 2008 Pegasus
- 2008 Rejoice!
- 2008 Spring
- 2008 Summit Fanfare
- 2008 Tangelridge, ouverture
- 2008 With Good Will and Glad Tidings

- 2009 But Joy Comes...
- 2009 Declaration and Dance
- 2009 Silver Creek Regatta
- 2009 Spirit of Liberty, mars
- 2009 The Reason is the Season
- 2010 Antiphon
- 2010 Apollo 17
- 2010 Chisolm
- 2010 Corps of Discovery
- 2010 Egyptique
- 2010 El Pato Loco
- 2010 Fanfare on "Ode to Joy"
- 2010 Heartland Portraits
- 2010 Kitty Hawk, 1903 - (The Dream of Flight)
- 2010 Peppermint Court
- 2010 Radiance Enduring
- 2010 With Valor and Brave Heart
- 2011 Nothern Lights
- 2011 Spring River Fantasy
- 2011 TBA
- American Landmarks
- Apollo Suite
- Captain Dane, mars
- Capture the Moment, mars
- Cha Cha Ching!
- Chariot Race
- Chicagongee
- Daybreak
- Fantasia on "Adeste Fideles"
- In the Beautiful Twilight
- Integrity March
- Mars from "The Planets"
- Onward and Upward, mars
- Rose Hill March
- Terracotta
- Testament!
- The Blue Orchid
- The Mighty 97th
- The Song of Fouri